# Ryszard Bogusz (samorządowiec)
Ryszard Wawrzyniec Bogusz (ur. 1953 w Wilchcie, zm. 3 stycznia 2009 w Skierniewicach) – polski samorządowiec, przez dwie kadencje prezydent Skierniewic.

## Życiorys
Ukończył studia na Wydziale Geodezji i Kartografii Politechniki Warszawskiej. W latach 1994–2002 i ponownie w okresie 2006–2008 zasiadał w radzie miejskiej Skierniewic z ramienia Koalicji dla Skierniewic.
Pierwszy raz został wybrany prezydentem tego miasta przez radnych 26 maja 1999. W 2002 wygrał w drugiej turze wyborów bezpośrednich na to stanowisko. Przyczynił się do utworzenia w mieście pierwszej państwowej uczelni wyższej, Państwowej Wyższej Szkoły Zawodowej. W 2006 bez powodzenia ubiegał się o reelekcję, przegrywając z kandydatem PiS, Leszkiem Trębskim.
W 2003 otrzymał Srebrny Krzyż Zasługi.